# Port lotniczy Port-de-Paix
Port lotniczy Port-de-Paix (ang. Port-de-Paix Airport, IATA: PAX, ICAO: MTPX) – trzeci co do wielkości port lotniczy Haiti położony w mieście Port-de-Paix.

## Linie lotnicze i połączenia
- Tortug' Air (Port-au-Prince, Cap-Haitien)